# Chashan'ao
Chashan'ao (kinesiska: 茶山坳, 茶山坳镇) är en köping i Kina. Den ligger i provinsen Hunan, i den södra delen av landet, omkring 140 kilometer söder om provinshuvudstaden Changsha. Antalet invånare är 24544. Befolkningen består av 11 468 kvinnor och 13 076 män. Barn under 15 år utgör 17,0 %, vuxna 15-64 år 73 %, och äldre över 65 år 9,0 %. Chashan'ao ligger vid sjön Baiyutan Shuiku.
Genomsnittlig årsnederbörd är 1 658 millimeter. Den regnigaste månaden är maj, med i genomsnitt 253 mm nederbörd, och den torraste är oktober, med 28 mm nederbörd.